# Eric Jokisch
Eric Spenser Jokisch (né le 29 juillet 1989 à Springfield, Illinois, États-Unis) est un lanceur gaucher  de baseball.

## Carrière
Joueur à l'école secondaire de Virginia, en Illinois, Eric Jokisch est repêché par les Indians de Cleveland au 39e tour de sélection en 2007 mais ne signe pas de contrat avec le club et rejoint plutôt les Wildcats de l'université Northwestern. Il signe son premier contrat professionnel chez les Cubs de Chicago, qui en font leur choix de 11e ronde en 2010.
Le 6 août 2013 dans les ligues mineures, Jokisch lance pour les Smokies du Tennessee, le club-école AA des Cubs dans la Ligue Southern, un match sans point ni coup sûr dans une victoire de 10-0 sur les Suns de Jacksonville.
Eric Jokisch fait ses débuts dans le baseball majeur le 7 septembre 2014 pour les Cubs. Celui qui est lanceur partant dans les mineures est amené en relève à Travis Wood, chassé par les Pirates de Pittsburgh dès la 2e manche du match. Jokisch n'accorde qu'un point et enregistre 4 retraits sur des prises en 4 manches et un tiers lancées à relève. Il se fait aussi remarquer pour une interview d'après-match qu'il accorde déguisé en Luigi, dans le cadre de la journée d'initiation des recrues des Cubs, obligées de se costumer en super-héros.